# NGC 3074
NGC 3074 (другие обозначения — UGC 5366, MCG 6-22-47, ZWG 182.54, NPM1G +35.0178, IRAS09567+3537, PGC 28888) — спиральная галактика (Sc) в созвездии Малый Лев.
Этот объект входит в число перечисленных в оригинальной редакции «Нового общего каталога».
В галактике вспыхнула сверхновая SN 1965N, её пиковая видимая звездная величина составила 15,8.
В галактике вспыхнула сверхновая SN 2002cp типа Ib/c, её пиковая видимая звездная величина составила 17,9.